# Goebelsmühle
Goebelsmühle (Frans: Goebelsmuhle, Luxemburgs: Giewelsmillen) is een buurtschap in de gemeente Bourscheid en het kanton Diekirch in het noordoosten van Luxemburg waar 17 mensen wonen. Nabij Goebelsmühle vloeien de Sûre en de Wiltz samen. De buurtschap kent een eigen station, Station Goebelsmühle, dat wordt aangedaan door de Luxemburgse spoorwegmaatschappij CFL (lijn 1).
Asselbur · Bamhaff · Bourscheid · Bourscheid-Moulin · Closdellt · Flebour · Friedbousch · Goebelsmühle · Kehmen · Lipperscheid · Michelau · Scheidel · Schlindermanderscheid · Welscheid

Luxemburgse gemeenten · Kanton Diekirch · Luxemburg